# يفغيني فيلكو
يفغيني فيلكو (بالروسية: Велько, Евгений Александрович)‏ هو لاعب كرة قدم بيلاروسي في مركز الوسط، ولد في 23 فبراير 1997 في Dziatlavičy ‏ في بيلاروس. شارك مع منتخب روسيا البيضاء تحت 17 سنة لكرة القدم ومنتخب روسيا البيضاء تحت 19 سنة لكرة القدم ومنتخب بيلاروسيا تحت 21 سنة لكرة القدم. أما مع النوادي، فقد لعب مع دينامو مينسك ونادي سلوتسك.

## وصلات خارجية
- يفغيني فيلكو على موقع قاعدة بيانات كرة القدم.إي يو (الإنجليزية)
- يفغيني فيلكو على موقع Soccerway.com (الإنجليزية)